# Mihkel Räim
Mihkel Räim (Kuressaare, 3 de julio de 1993) es un ciclista estonio. Debutó como profesional en las filas del conjunto Amore & Vita. Desde 2024 milita en el equipo Quick Pro Team de categoría Continental.

## Palmarés
2013
- 1 etapa del Baltic Chain Tour

2015 (como amateur)
- 2 etapas del Gran Premio de Chantal Biya

2016
- 2 etapas del Tour de Beauce
- Campeonato de Estonia en Ruta
- Tour de Hungría, más 1 etapa
- Stadsprijs Geraardsbergen

2017
- 1 etapa del Tour de Azerbaiyán
- 1 etapa del Tour de Eslovaquia
- 1 etapa del Colorado Classic

2018
- 1 etapa de la Vuelta a Castilla y León
- 1 etapa del Tour de Japón
- 1 etapa del Tour de Corea
- Campeonato de Estonia en Ruta
- Great War Remembrance Race[1]

2019
- Tour de Estonia, más 1 etapa
- 1 etapa del Tour de Rumania

2020
- 1 etapa del Tour de Antalya[2]

2021
- 1 etapa del Istrian Spring Trophy
- Belgrado-Bania Luka, más 1 etapa
- Campeonato de Estonia en Ruta
- 1 etapa del Tour de Bulgaria

2022
- Campeonato de Estonia en Ruta

## Resultados en Grandes Vueltas y Campeonatos del Mundo
Durante su carrera deportiva ha conseguido los siguientes puestos en las Grandes Vueltas y en los Campeonatos del Mundo en carretera:
| Carrera         | Carrera         | 2013 | 2014 | 2015 | 2016 | 2017  | 2018 | 2019 | 2020  | 2021 | 2022 | 2023 | 2024 |
| --------------- | --------------- | ---- | ---- | ---- | ---- | ----- | ---- | ---- | ----- | ---- | ---- | ---- | ---- |
|                 | Giro de Italia  | —    | —    | —    | —    | —     | —    | —    | —     | —    | —    | —    | —    |
|                 | Tour de Francia | —    | —    | —    | —    | —     | —    | —    | —     | —    | —    | —    | —    |
|                 | Vuelta a España | —    | —    | —    | —    | —     | —    | —    | 139.º | —    | —    | —    | —    |
| Mundial en Ruta | Mundial en Ruta | —    | —    | —    | Ab.  | 123.º | —    | Ab.  | —     | —    | —    | —    | —    |

—: no participa

Ab.: abandono